# Leopold Kunschak-díj
A Leopold Kunschak-díj az Osztrák Néppárt (ÖVP) által 1965 óta évente kiosztott díj a szellem- társadalom- és gazdaságtudományi területeken elért kimagasló eredményekért. Nevét Leopold Kunschak (1871–1953) osztrák kereszténydemokrata politikus után kapta. Minden év márciusában Kunschak halálának évfordulóján (március 13-án) kerül kiosztásra.
A díjat jelenleg négy kategóriában adják ki: nagydíj, sajtódíj, tudományos díj, elismerés díja.

## Díjazottak
- 1988: Silvius Magnago (nagydíj)
- 1991: Joseph Ratzinger (nagydíj)
- 2008: Lech Wałęsa (nagydíj)
- 2009: Jean-Claude Juncker (nagydíj)
- 2010: Wilfried Martens (nagydíj)
- 2014: Mikuláš Dzurinda (nagydíj)
- 2015: Herman Van Rompuy (nagydíj)
- 2016: Wolfgang Schäuble (nagydíj)